# Angiolo Gabrielli
Angiolo Gabrielli (Angelo) (né le 20 janvier 1894 à Manciano, dans la province de Grosseto, en Toscane et décédé le 11 décembre 1973 à Collesalvetti, dans la province de Livourne, en Toscane) est un coureur cycliste italien, professionnel entre 1924 et 1926.

## Biographie
Il a notamment terminé troisième du Tour d'Italie 1924.

## Palmarès
- 1923
  - Giro del Casentino
  - Giro delle Due Province
- 1924
  - 3e du Tour d'Italie
- 1925
  - Coppa San Giorgio

## Résultats sur les grands tours

### Tour d'Italie
2 participations
- 1924 : 3e
- 1925 : abandon